# Margareta I. grofica Holandska, Hainautska in cesarica
Margareta II. iz Avesnesa (1311 – 23. junij 1356) je bila grofica Hainautska in grofica Holandska (kot Margareta I. ) od 1345 do 1356. Bila je cesarica Svetega rimskega cesarstva in kraljica Nemčije po poroki s cesarjem Svetega rimskega cesarstva Ludvikom IV. Bavarskim.

## Življenje
Margareta je bila hči Viljema III. Holandskega, tudi grofa  Hainautskega, in Ivane Valoiške, hčere Karla, grofa Valoiškega, ki je bil tretji sin francoskega kralja Filipa III. Otroštvo je preživela v Hainautu (znanem tudi kot Hainault ali Henegouwen) in je pogosto obiskovala Francijo s svojo mamo Francozinjo.
26. februarja 1324 se je v Kölnu poročila z Ludvikom Bavarskim in s tem postala nemška kraljica. 17. januarja 1328 je bila skupaj s soprogom v Rimu okronana za cesarico Svetega rimskega cesarstva.

### Prva vladavina
Leta 1345 je nasledila svojega brata Viljema II., grofa Hainautskega in Holandskega (kot Viljem IV., holandski grof), po njegovi smrti v bitki z njenim možem Ludvikom IV. Bavarskim, cesarjem Svetega rimskega cesarstva, ki je določil grofije Hainaut, Holandijo, Zeelandija in Frizija kot podedovane posesti njegove žene. Cesar Ludvik IV. je podprl svojo ženo Margareto, ker naj bi ga skrbelo, da bi bila posestva njenega pokojnega brata sicer izgubljena za cesarstvo. Zaradi nevarne sovražnosti luksemburške hiše je Ludvik neusmiljeno povečal svojo moč.
Margareta je odpotovala v Hainaut in bila tam priznana na svojem novem položaju vladarice, 26. marca pa je zapustila Hainaut, da bi obiskala svoje severne posesti Holandije in Zeelandije. Pri zagotavljanju položaja Margarete v njenih treh domenah so bile različne težave. V Holandiji in Zeelandu so obstajali dvomi, ali je dedovanje žensk zakonito, medtem ko njen spol ni bil problem v Hainautu, je tam še vedno vprašanje, ali je njena sestra upravičena do domene. Margareta je mestom in državljanom v Holandiji in Zelandiji podelila več gospodarskih privilegijev, da bi si zagotovila svoj položaj. Obravnavali so tudi zahtevke njenih sester.
Pergament z datumom 7. september 1346 v Frankfurtu, katerega pečat je uničen, sporoča, da Ludvik IV. Bavarski, cesar Svetega germanskega cesarstva, zase in za svoje dediče v imenu svoje žene, cesarice Margarete, povdarja, da nikoli ne odstopi, razdeli ali podeli grofije Hainaut, Holandije, Zelandija in palatinata Frizije, ki pripadajo njegovi ženi Margareti II. (Avesneški), grofici Hainautski in njenim dedičem, razen pravic njenih sester in po njeni smrti bo prešle na njunega drugega sina Viljema I., vojvodo Bavarskega (bodoči Viljem III., grof Hainautski), vojvodo (I.) Bavarskega, in po njegovi smrti Albertu (bodoči Albert I., grof Hainautski). Margaretine sestre, vključno s Filipo Hainaultsko, ki je bila kraljica soproga angleškega kralja Edvarda III., so se odpovedale svojim dednim zahtevam.
Margareta je sedem mesecev neposredno vladala svojim trem domenam, nato pa jo je zakonec poklical nazaj v Nemčijo, nato pa je za vladarja v njeni odsotnosti imenovala svojega sina Viljema.
Ko je Ludvik IV. umrl 11. oktobra 1347, ga je nasledilo njegovih šest sinov in v zvezi s tem se je Margareta odpovedala svoji suverenosti v korist svojega sina Viljema v zameno za dodatek. Leta 1349 so se sinovi Ludvika IV. odločili razdeliti svoje posesti: bavarski vojvoda Ludvik V. je obdržal Brandenburg in Tirolsko, njegova mlajša brata Ludvik VI. Rimljan in Oton V. Bavarski sta prejela Zgornjo Bavarsko. Medtem ko so Štefan II ., Viljem I. in Albert I. prejeli Spodnjo Bavarsko, Holandijo in Hainaut. Ludvik V. in Štefan sta bila Margaretina pastorka od moževe prve žene, njena najmlajša sinova Albert in Oton pa sta bila še mladoletna. Njen najstarejši sin Ludvik VI. je leta 1349 izpustil Nizozemsko in Hainaut za svoja brata Viljema in Alberta, saj je pričakoval poljsko krono s poroko s Kunigundo Poljsko. Leta 1353 je njen sin Štefan tudi izpustil Holandijo in Hainaut svojemu bratu Viljemu.

### Vojna "trnkov in trske"
Vendar je kmalu prišlo do spora med Margareto in njenim sinom Viljemom, saj ni hotel spoštovati pogojev v njenem dokumentu o abdikaciji, tako da je zadržal dodatek, ki ga je zahtevala v zameno za abdikacijo v njegovo korist. Viljemovo nasprotovanje je med holandskimi plemiči imelo za posledico, da so Margareto prosili, naj se vrne in ponovno vodi Holandijo, in marca 1350 se je Margareta vrnila v Henegouwen, kjer je 1. junija preklicala abdikacijo.  "Ligo trsk" so 23. maja 1350 ustanovili številni podporniki Viljema, 5. septembra istega leta pa je bila ustanovljena "Liga trnkov" v podporo Margareti. Kmalu zatem sta se ti frakciji spopadli in začela se je državljanska vojna, znana kot vojna Vojna trnkov in trske.
Margareta in vojna med materjo in sinom je bila sporna, njena pravica do Nizozemske pa je vedno veljala za dvomljivo zakonito, saj je to področje takrat veljalo za rezervirano za moške, čeprav se ista stvar ni izpostavila, ko je šlo za njeno pravico do Hainauta.
Po uničenju več Margaretinih trdnjav in porazu njenih sil v dveh bitkah na morju leta 1351, ji je njen bratranec preko njene sestre Filipe Hainaultske  Edvard III. Angleški kralj, prišel na pomoč, zmagal v pomorski bitki pri Veere leta 1351; nekaj tednov kasneje pa so bili  "trnki" in njihovi angleški zavezniki poraženi od sil Viljema in "trsk" pri Vlaardingen, poraz je porušil Margaretino zahtevo.      Edvard III. je kmalu potem zamenjal strani in leta 1354 je bila Margareta prisiljena doseči dogovor s svojim sinom: on je bil priznan za grofa Holandije in Zeelandije, ona pa je bila za svojega življenja zavarovana kot vladajoča grofica Hainauta.
Margareta je vladala Hainautu še dve leti in umrla na gradu Le Quesnoy zaradi nalezljive tuberkuloze 23. junija 1356, tako da je Viljemu prepustila celotno dediščino Holandije-Hainauta. Pokopana je bila v minoritski opatiji v Valenciennesu.

## Potomci
Leta 1324 se je Margareta poročila z Ludvikom IV., cesarjem Svetega rimskega cesarstva. Njuni otroci so bili:
1. Margareta Bavarska, vojvodinja Slavonska (1325 – 1374), poročena:
  1. leta 1351 v Budimu Štefan, vojvoda Slavonije (u. 1354), sin ogrskega kralja Karla I., sta imela otroke
  2. 1357/58 Gerlach von Hohenlohe
2. Ana Bavarska, vojvodinja Spodnje Bavarske (okoli 1326 – 3. junij 1361, Fontenelles ), se je poročila z Janezom I., vojvodo Spodnje Bavarske, ki je umrl mlad († 1340), nista imela potomcev.
3. Ludvik VI. Rimljan (1328 – 1365) je bil vojvoda Zgornje Bavarske in volilni knez Brandenburga; Dvakrat poročen brez potomcev.
4. Elizabeta Bavarska, grofica Württemberška (1329 – 2. avgust 1402, Stuttgart ), poročena:
  1. Cangrande II. della Scala, gospod Veronski († 1359) v Veroni 22. novembra 1350. Brez potomcev
  2. Grof Ulrik Württemberški († 1388) leta 1362. Starši Eberharda III. Württemberškega 1364-1417.
5. Viljem Bavarski (1330 – 1389), kot 'Viljem I.' vojvoda Spodnje Bavarske, kot Viljem V. grof Hainautski in Holandski. Poročil se je z Maud Lancastersko, vendar je njuna edina hči umrla mlada.
6. Neža Bavarska (München, 1335 – 11. november 1352, München). Postala je redovnica, zaradi slabega zdravja in umrla mlada
7. Albert Bavarski (1336 – 1404), je bil vojvoda Spodnje Bavarske ter grof Hainautski in Holandski.
8. Oton Bavarski (1340 – 1379), je bil vojvoda Zgornje Bavarske in volilni knez Brandenburga.
9. Beatrica Bavarska, kraljica Švedske (1344 – 25. december 1359), poročena bef. 25. oktober 1356 švedskemu kralju Eriku XII .
10. Ludvik (oktober 1347 – 1348)